# Casa-Museo de los Caballos del Vino
La Casa-Museo de los Caballos del Vino es un museo etnográfico en el municipio murciano de Caravaca de la Cruz (España). Inaugurado en 2014, está dedicado a la historia y desarrollo del festejo de los Caballos del Vino, declarado patrimonio inmaterial de la humanidad por la Unesco. Alberga una colección de piezas y encajes utilizados para enjaezar a los caballos, desde inicios del siglo XX hasta la actualidad, así como un taller de bordado, una bodega y material audiovisual didáctico.

## Historia
El museo fue inaugurado en noviembre de 2014, en una casa señorial barroca del siglo XVII perteneciente a la familia Muso Melgarejo. El edificio se sitúa en el casco histórico y fue sometido a una rehabilitación integral, financiada por el Fondo Europeo de Desarrollo Rural. Las obras recuperaron el estado original de las fachadas y se reformaron sus cubiertas e interiores. En 2022 se reacondicionó la tercera planta, destinada a la realización de talleres de bordado de seda y oro. En 2023 el consistorio también rehabilitó el sótano del inmueble, para incluir su bodega en el recorrido del museo.

## Exhibiciones

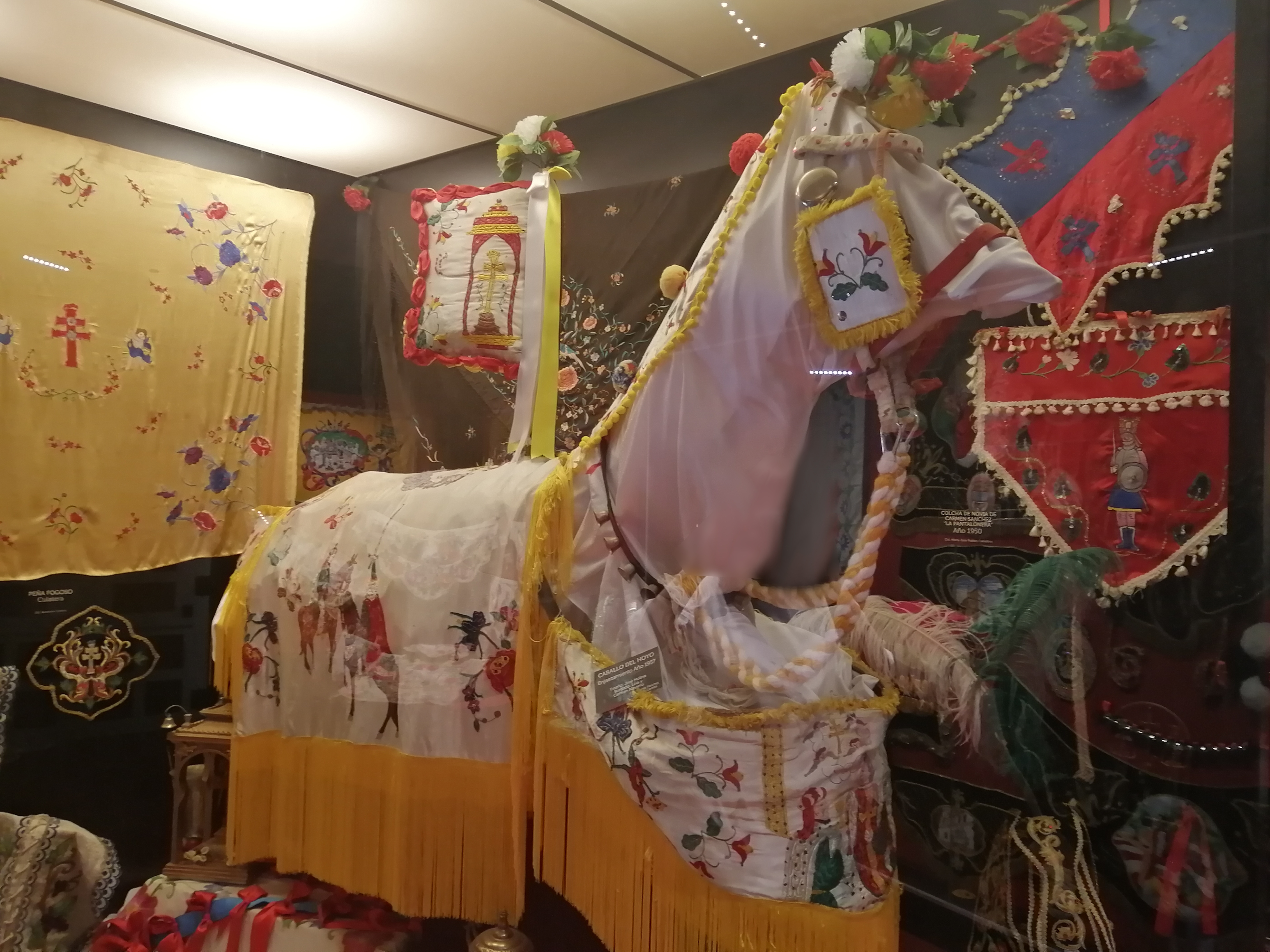
El manto de un caballo de 1957.

La exposición está centrada en la fiesta de los Caballos del Vino, que se celebra anualmente entre el 1 y el 3 de mayo, así como la labor necesaria para que se celebre. Cuenta con material audiovisual explicativo acerca del festejo y los elementos que lo conforman. Una de las partes troncales del museo es la colección de mantos que portan los caballos de las distintas peñas caballistas durante los encierros. Estos constan de catorce piezas, bordadas a mano en materiales como oro, seda o plata y con florituras como pedrería, cuentas, brocados o borlas. La exposición muestra la evolución de los mantos desde principios del siglo XX —enjaezamientos tradicionales a base de prendas domésticas, como colchas de novias— hasta la actualidad, con bordados más complejos.
También cuenta con tres salas que componen la bodega del sótano, que exhibe una veintena de tinajas semienterradas y los circuitos de circulación del vino. Este espacio incluye material acerca del proceso tradicional de fermentación y conservación del vino. La tercera planta del museo cuenta con un taller de bordado de oro y seda.